# Marion Kische
Marion Kische, po mężu Wellner (ur. 30 marca 1958 w Dreźnie) – niemiecka gimnastyczka sportowa reprezentująca NRD. Brązowa medalistka olimpijska z Montrealu (1976) oraz medalistka mistrzostw NRD i zawodów międzynarodowych.

## Osiągnięcia
| Rok                   | Zawody                | Konkurencja           | Konkurencja           | Konkurencja           | Konkurencja           | Konkurencja           | Konkurencja           |
| Rok                   | Zawody                | VT                    | UB                    | BB                    | FX                    | AA                    | Team                  |
| Zawody międzynarodowe | Zawody międzynarodowe | Zawody międzynarodowe | Zawody międzynarodowe | Zawody międzynarodowe | Zawody międzynarodowe | Zawody międzynarodowe | Zawody międzynarodowe |
| --------------------- | --------------------- | --------------------- | --------------------- | --------------------- | --------------------- | --------------------- | --------------------- |
| 1976                  | Igrzyska olimpijskie  | 13T QR                | 4                     | 16T QR                | 5                     | 8                     | 3                     |